# Frontiera între România și Ungaria

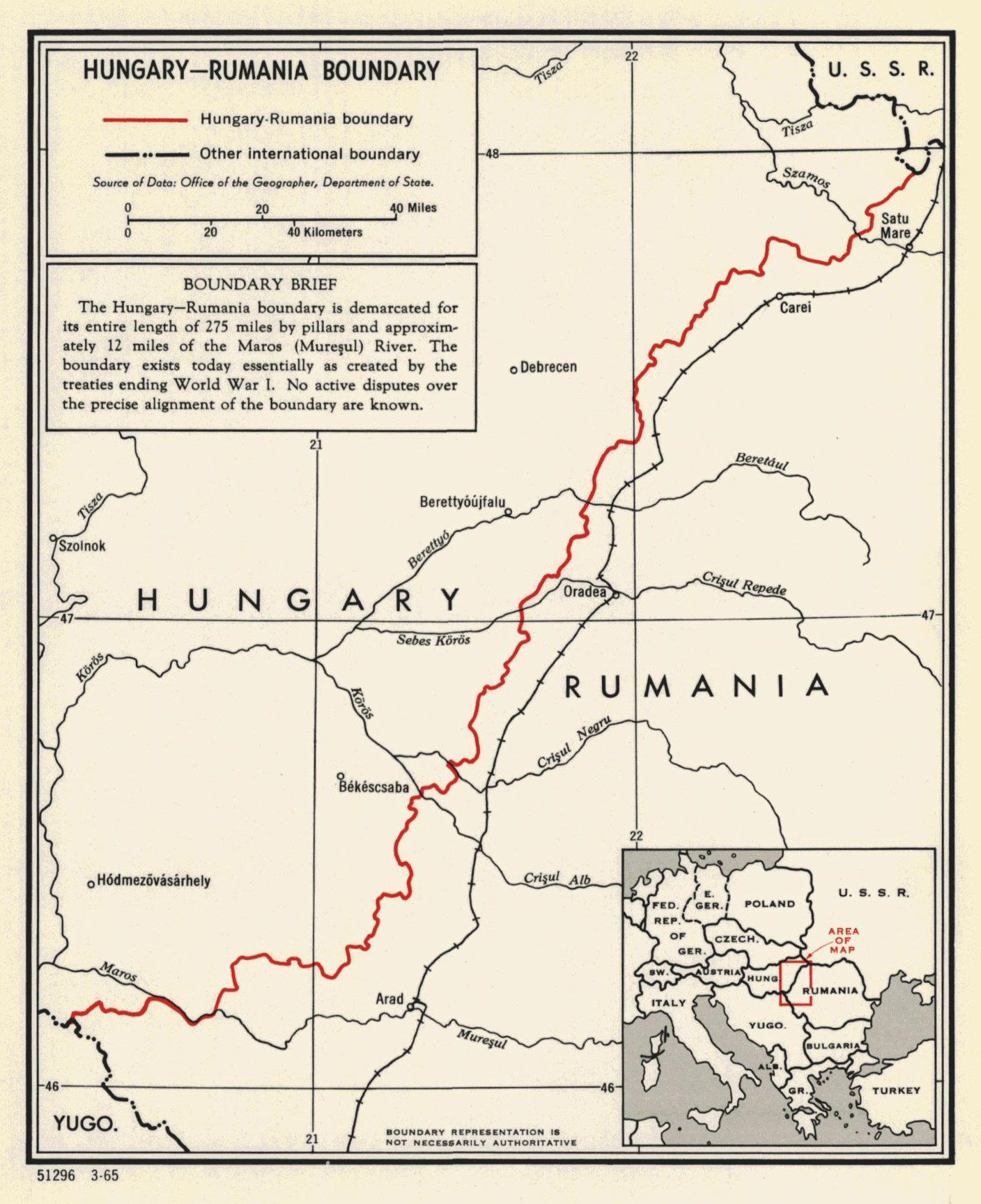

Frontiera între România și Ungaria este o frontieră internațională, lungă de 448,0 kilometri, care delimitează teritoriile României și Ungariei. Ea urmează o direcție sud-vest - nord-est, care separă vestul României (Transilvania) de Ungaria. 
În prezent, ea are o lungime de 448,0 km, dintre care 415,9 km este frontieră terestră și 32,1 km frontieră fluvială.

## Caracteristici
Frontiera româno-ungară a fost trasată, succesiv, începând cu sfârșitul anului 1918, după terminarea Primului Război Mondial, și definitivată pe teren între anii 1920 - 1923, după semnarea Tratatului de la Trianon (4 iunie 1920) de o comisie internațională prezidată de geograful francez Emmanuel de Martonne și de generalul Meunier. Ea începe dintr-un colț situat în regiunea istorică a Banatului, la 15 km sud-est de orașul maghiar Szeged, unde se intersectează și cu frontiera dintre Serbia și Ungaria, precum și cu frontiera dintre România și Serbia (46°7′0″N 20°16′0″E / 46.11667°N 20.26667°E). Urmează un traseu sud-sud-vest/nord-nord-est, în general, prin Câmpia Panonică (bazinul Tisei) până la un alt colț situat pe râul Tur, la 16 km nord de orașul românesc Satu Mare, unde se intersectează cu frontiera între Ucraina și Ungaria, precum și cu frontiera între România și Ucraina.
Prin Al Doilea Arbitraj ("Dictatul") Dictatul de la Viena din 30 august 1940, România a fost silită să cedeze aproape jumătate (43.492 km²) din teritoriul Transilvaniei în favoarea Ungariei horthyste (stat aliat cu Germania nazistă). După răsturnarea guvernului Antonescu, la 23 august 1944, și întoarcerea armelor contra Germaniei naziste, Armata Română a participat, în toamna anului 1944, alături de trupele sovietice, la luptele pentru eliberarea Transilvaniei  de Nord. Uniunea Sovietică a acceptat ca Transilvania de Nord să revină României, cu condiția instaurării la București a unui guvern procomunist. Administrația civilă română a revenit în Transilvania abia în martie 1945, după formarea guvernului condus de Petru Groza.
În decursul Conferinței de Pace de la Paris, guvernul Ungariei a urmărit să păstreze o parte a teritoriului primit prin Dictatul de la Viena. Demersul a rămas fără rezultat, încât articolul 1, punctul 2, al tratatului de pace cu Ungaria și articolul 2 al tratatului de pace cu România prevăd nulitatea acordului încheiat prin „arbitrajul” de la Viena, din 30 august 1940, și restabilirea frontierei existente la 1 ianuarie 1938 între România și Ungaria.
În prezent, granița româno-ungară separă (de la sud la nord) județele maghiare Csongrád-Csanád, Békés, Hajdú-Bihar și Szabolcs-Szatmár-Bereg și județele românești Timiș, Arad, Bihor și Satu Mare.

## Puncte de trecere a frontierei
Frontiera româno-ungară este cuprinsă între localitățile Beba Veche (județul Timiș) și Bercu (județul Satu Mare).
Pe acest sector se află 15 puncte pentru controlul trecerii frontierei, toate în regim de trafic internațional (12 rutiere și 5 feroviare):
- Cenad (TM) - Kiszombor (Csongrád-Csanád) - rutier;
- Nădlac (AR) - Nădlac (Nagylak) (Csongrád-Csanád) - rutier;
- Nădlac (AR) - Csanádpalota (Csongrád-Csanád) - rutier(autostradă);
- Turnu (AR) - Bătania (Battonya) (Békés) - rutier;
- Vărșand (AR) - Giula (Gyula) (Békés) - rutier;
- Salonta (BH) - Micherechi (Méhkerék) (Békés) - rutier;
- Borș (BH) - Ártánd (Hajdú-Bihar) - rutier;
- Borș (BH) - Nagykereki (Hajdú-Bihar) - rutier(autostradă);
- Săcuieni (BH) - Leta Mare (Létavértes) (Hajdú-Bihar) - rutier;
- Valea lui Mihai (BH) - Nyírábrány (Hajdú-Bihar) - rutier;
- Urziceni (SM) - Vállaj (Szabolcs-Szatmár-Bereg) - rutier;
- Petea (SM) - Csengersima (Szabolcs-Szatmár-Bereg) - rutier;
- Curtici (AR) - Leucușhaz (Lőkösháza) (Békés) - feroviar;
- Salonta (BH) - Micherechi (Méhkerék) (Békés) - feroviar;
- Episcopia Bihor (BH) - Biharkeresztes (Hajdú-Bihar) - feroviar;
- Valea lui Mihai (BH) - Nyírábrány (Hajdú-Bihar) - feroviar;
- Carei (SM) - Vállaj (Szabolcs-Szatmár-Bereg) - rutier.